# Puente de la Universidad (Badajoz)
El puente de la Universidad (también conocido como puente Nuevo) es un puente que cruza el río Guadiana a su paso por Badajoz (Extremadura, España). Es el segundo puente que fue construido en la ciudad, situado en la prolongación de la BA-20 (avenida Antonio Masa Campos) y pasando por él la calle Luis Chamizo, está localizado entre el puente de Palmas y el puente Real.

## Historia
Hasta la construcción de este puente, el único que existía en la ciudad era el puente de Palmas. El notable crecimiento demográfico de la capital pacense durante la primera mitad del siglo XX y el auge de los automóviles, crearon la necesidad construir un nuevo puente que pudiera aliviar y reducir los tiempos y las distancias en la movilidad de la ciudad. Fue así como en la mitad de la década de los años 1950 se proyectó y se empezó a construir el segundo puente de la capital, este formaría parte de la nueva autopista urbana que se crearía con la variante de la N-V (actual BA-20). 
Su construcción se realizó entre la mitad de la década de los años 1950 y fue inaugurado a finales de esta, el 18 de julio de 1959

## Actualidad
En el presente, el puente destaca como uno de los más concurridos de Badajoz, siendo atravesado por la importante arteria vial BA-20. Diariamente, miles de personas y vehículos atraviesan este puente, mientras que también el mismo alberga tuberías que canalizan el suministro de agua de la ciudad y cableado eléctrico.

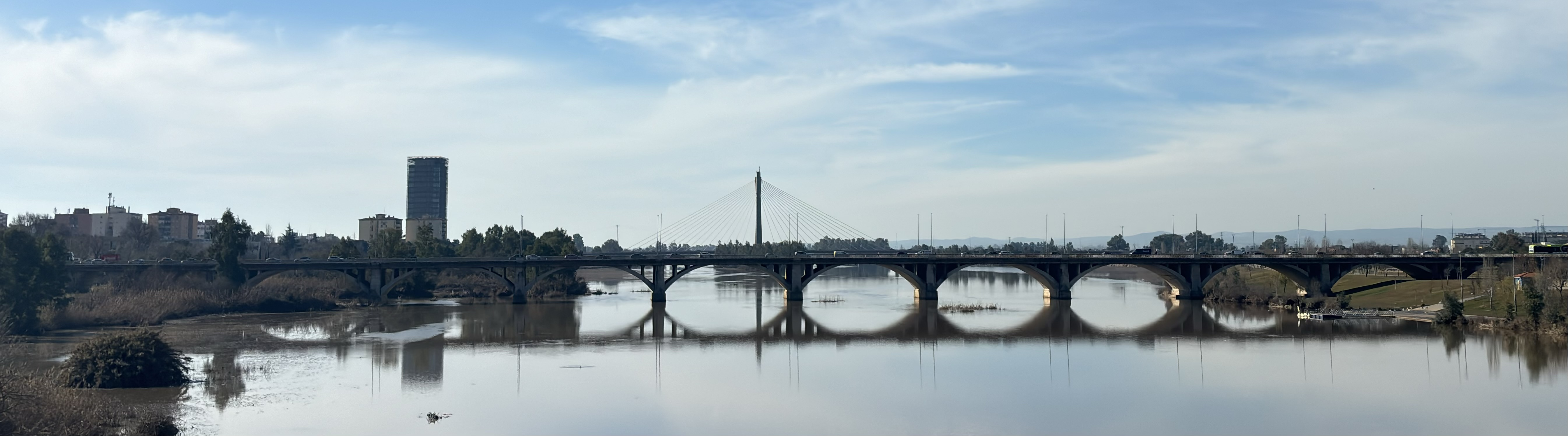
Vista panorámica del puente de la Universidad desde el puente de Palmas